# Oeneis taygete
Oeneis taygete är en fjärilsart som beskrevs av Jacob Hübner 1816-1824. Oeneis taygete ingår i släktet Oeneis och familjen praktfjärilar. Inga underarter finns listade i Catalogue of Life.